# Джонсон (тауншип, Миннесота)
Джонсон (англ. Johnson) — тауншип в округе Полк, Миннесота, США. На 2000 год его население составило 62 человека.

## География
По данным Бюро переписи населения США площадь тауншипа составляет 92,4 км², из которых 92,4 км² занимает суша, водоёмов нет.

## Демография
По данным переписи населения 2000 года здесь находились 62 человека, 28 домохозяйств и 15 семей. Плотность населения —  0,7 чел./км². На территории тауншипа расположено 33 постройки со средней плотностью 0,4 построек на один квадратный километр. Расовый состав населения: 96,77 % белых и 3,23 % приходится на две или более других рас.
Из 28 домохозяйств в 14,3 % воспитывались дети до 18 лет, в 42,9 % проживали супружеские пары, в 7,1 % проживали незамужние женщины и в 46,4 % домохозяйств проживали несемейные люди. 46,4 % домохозяйств состояли из одного человека, при том 17,9 % из — одиноких пожилых людей старше 65 лет. Средний размер домохозяйства — 2,21, а семьи — 3,13 человека.
24,2 % населения — младше 18 лет, 1,6 % — в возрасте от 18 до 24 лет, 22,6 % — от 25 до 44, 30,6 % — от 45 до 64, и 21,0 % — старше 65 лет. Средний возраст — 46 лет. На каждые 100 женщин приходилось 129,6 мужчин. На каждые 100 женщин старше 18 приходилось 104,3 мужчин.
Средний годовой доход домохозяйства составлял 20 313 долларов, а средний годовой доход семьи —  30 750 долларов. Средний доход мужчин —  21 250  долларов, в то время как у женщин — 16 250. Доход на душу населения составил 11 073 доллара. За чертой бедности не находилась ни одна семья и 12,5 % всего населения тауншипа, из которых 14,3 % старше 65 лет.